# Avenida Salvador Allende (Talca)
La avenida Salvador Allende, conocida también como Avenida 11 Oriente por su antigua denominación, es una arteria vial ubicada en la comuna chilena de Talca. Compone una de las vías principales de la zona comercial de la comuna. Según el Plan Regulador Comunal de Talca, actualmente consta de 3,1 kilómetros de recorrido.

## Etimología
Desde el año 2006, la avenida tiene el nombre de Salvador Allende Gossens, presidente de Chile entre los años 1970 y 1973.
Antes de denominarse así, la avenida era denominada como 11 Oriente debido a su ubicación, once calles al oriente de la Plaza de Armas. Este es el nombre más reconocido y el que mayoritariamente se utiliza hasta la actualidad.

## Descripción
La avenida comienza en su extremo sur desde uno de los puentes sobre el estero piduco. Desde allí, realiza su recorrido casi en línea recta hasta la calle 10 norte, donde realiza un giro redondeado hasta ubicarse en dirección nor-este, donde culmina en la calle 14 norte. Según el Plan Regulador Comunal, ahí termina la avenida Salvador Allende para dar paso a la calle 11 Oriente, sin embargo, algunas fuentes sugieren que la avenida continúa con dicha denominación hasta llegar a la esquina con la 20 norte, donde se acaba el camino.
Curiosamente, al ir orientada de norte a sur, la vía tiene en ambos extremos a calles que deberían ir consiguientes, es decir, la 10 Oriente por el sur y la 11 Oriente por el norte.
En la actualidad, consta de doble vías que se dirigen en ambas direcciones, habiendo puntos en los que llegan a alcanzarse 5 vías, habilitándose una para virar. En algún punto de su recorrido, casi todas las micros de la locomoción colectiva cruzan sus vías, a excepción de la línea 2 de la empresa SOTRATAL.
Además, en su recorrido es posible observar diversos hitos y puntos de interés. Algunos de estos son (de sur a norte):
- La estación de trenes de Talca.
- La Plaza Italia.
- El Centro Regional de Abastecimiento (CREA).
- La Sede Norte del Centro Educativo Salesianos Talca.
- El Estadio Norte.

Desde la avenida, además, nacen algunas de las avenidas y parques más relevantes de la comuna:
- El extremo oriente de la Avenida Monseñor Manuel Larraín.
- El extremo oriente de la Alameda de Talca.
- El extremo sur de la Avenida Cancha Rayada.